# Jasna Nagel
Jasna Continentino Nagel (Rio de Janeiro, 30 de julho de 1983) é uma jogadora de futebol de areia brasileira.

## Biografia e carreira
Em setembro de 2019, o Brasil passou a ter pela primeira vez uma Seleção Brasileira Feminina de Futebol de Areia e Jasna foi convocada para ser a capitã do time. A seleção foi apresentada oficialmente no mês seguinte. Ainda em 2019, a Seleção fez sua estreia nos Jogos Mundiais de Praia conquistando a medalha de bronze já em sua primeira participação na competição.
Na Copa do Brasil de Beach Soccer Feminino de 2020, Jasna atuou defendendo o Vasco da Gama e foi vice-campeã da competição.
Em agosto de 2021, houve a realização da Copa Intercontinental na Rússia onde a Seleção Brasileira conquistou o seu primeiro título tendo novamente Jasna como capitã. A equipe venceu os dois primeiros jogos do quadrangular contra Espanha e Estados Unidos da América, e, mesmo perdendo o jogo contra a Rússia, elas conquistaram a taça. Em novembro, venceu o Campeonato Capixaba jogando pelo Vitória do Espírito Santo. Em dezembro, venceu o Brasileirão Feminino, dessa vem jogando pelo São Pedro, também do Espírito Santo.
Em setembro de 2022, jogando pelo São Pedro, ela foi vice-campeã brasileira tendo marcado um gol no jogo da final contra o UDA. Em novembro, integrou a Seleção Feminina que disputou a Neom Cup, realizada na Arábia Saudita. O time venceu a final contra a Inglaterra por 5 a 3 conquistando o título de maneira invicta. Jasna marcou um dos gols da final.
Em abril de 2023, foi sagrou-se campeã do Circuito Brasil atuando pelo Flamengo. Em outubro, representou o Brasil na Neom Beach Soccer Cup, na Arábia Saudita e sagrou-se vice-campeã da competição após a seleção ser derrotada pela Espanha por 5 a 3 na final.

## Principais conquistas
Neom Beach Soccer Cup
- Campeã – 2022
- Vice-campeã – 2023

Copa Intercontinental
- Campeã – 2021

Jogos Mundiais de Praia
- 2019 – 3.º lugar